# Ngepeh (Bandung)
Ngepeh is een bestuurslaag in het regentschap Tulungagung van de provincie Oost-Java, Indonesië. Ngepeh telt 1474 inwoners (volkstelling 2010).